# Смитиенко, Виктор Николаевич
Виктор Николаевич Смитиенко (5 марта 1937, Медногорск Оренбургской области — 13 октября 2000, Киев) — украинский и советский правовед, доктор юридических наук (1990), профессор (1998), академик Национальной академии внутренних дел Украины. Заслуженный юрист Украины (1998).

## Биография
В 1958 году окончил Свердловский юридический институт. До 1967 работал дознавателем, следователем, старшим следователем УВД Омского облисполкома.
В 1967—1973 гг. — преподаватель, ст. преподаватель, доцент кафедры уголовного права и процесса Омской высшей школы милиции МВД СССР (ныне Омская академия МВД России).
С 1973 — старший научный сотрудник, начальник редакционно-издательского отдела научно-исследовательской лаборатории Киевского филиала НИИ МВД СССР (ныне НИИ проблем борьбы с преступностью Национальной академии внутренних дел Украины).
В 1989—2000 — доцент кафедры административного права и управления, профессор кафедры уголовного права Киевской высшей школы милиции МВД СССР (ныне Национальная академия внутренних дел Украины).

## Научная деятельность
Возглавлял научный коллектив по подготовке Уголовного кодекса Украины.
Исследовал проблемы уголовного права.

## Основные труды
- «Криминально-правовая борьба с наркоманией» (1965),
- «Наркомания как фактор, способствующий преступности» (1966),
- «Преступления против здоровья населения» (1973),
- «Швидке і повне розкриття злочину» (1974),
- «Попередження злочинів, що вчиняються на грунті наркоманії» (1976),
- «Кримінально-правова охорона здоров’я населення в СРСР» (1989).